# Fritz Ruland
Fritz Ruland (nascido em 11 de janeiro de 1914 — janeiro de 1999) foi um ciclista alemão. Ele participou em competições de ciclismo nos Jogos Olímpicos de Verão de 1936, realizados em Berlim, na Alemanha.
Após os Jogos Olímpicos de Berlim, Ruland competiu no Tour de France 1938, mas abandonou na 2.ª etapa da competição.